# Steve McNair
Vous lisez un « bon article » labellisé en 2018.
Pour les articles homonymes, voir McNair.
College Football Hall of Fame 2020
(en) Statistiques sur pro-football-reference
Steve McNair, né le 14 février 1973 à Mount Olive et mort assassiné le 4 juillet 2009 à Nashville, est un joueur américain de football américain évoluant au poste de quarterback. Surnommé Air McNair, il lance pour 31 304 yards et 174 touchdowns dans sa carrière en National Football League (NFL).
Sélectionné en troisième position par les Oilers de Houston lors de la draft 1995, il joue onze saisons professionnelles pour la franchise qui est renommée Titans du Tennessee après son déménagement à Nashville en 1997. Il échoue à un yard de remporter le Super Bowl XXXIV contre les Rams de Saint-Louis. Désigné meilleur joueur de la saison 2003 avec Peyton Manning, McNair fait évoluer le style de jeu de son poste avec une mobilité disciplinée qui en font l'un des meilleurs quarterbacks des années 2000. Les nombreuses blessures subies au cours de sa carrière ne l'empêchent pas d'enchaîner les victoires pour les Titans. Réputé comme un joueur dur au mal, cet athlète afro-américain donne un second souffle à sa carrière après un échange aux Ravens de Baltimore en 2006. Il y termine par une superbe saison 2006 avant d'être rattrapé par les blessures et l'âge qui l'obligent à prendre sa retraite sportive après la saison 2007.
Deux ans après la fin de sa carrière sportive, il est tué par balles par sa maîtresse, Sahel Kazemi, dans un meurtre-suicide. Ce drame brutal met un terme à la vie de ce père de famille de quatre enfants, ancien athlète universitaire exceptionnel et icône afro-américaine qui entamait sa vie après le sport.

## Biographie

### Jeunesse
Steve McNair est le quatrième des cinq fils de Lucille et Selma McNair. Alors qu'il a huit ans, ses parents se séparent. Lucille se retrouve à élever seule ses cinq fils. L'un des grands frères de Steve, Fred, joue quarterback pour le lycée et l'entraîne jouer avec lui au football américain. Sa jalousie vis-à-vis du talent du son aîné va pousser Steve McNair à s'entraîner pour le battre. Steve est un athlète hors du commun, surnommé « Monk » pour sa capacité à grimper aux arbres. Il étudie au lycée de Mount Olive dans le Mississippi, un village de 900 habitants. Athlète complet, il évolue dans différents sports : football américain, baseball, basket-ball et athlétisme. Au baseball, il impressionne au poste de shortstop par ses attributs physiques mais c'est sur les terrains de football américain qu'il brille le plus, jouant en attaque et en défense, en tant que quarterback et safety. En 1989, il mène les Pirates du lycée de Mount Olive au titre de champion de l'État de football américain.
En 1991, les Mariners de Seattle le sélectionnent au 35e tour de la draft amateur de la Ligue majeure de baseball (MLB). Le club offre un contrat financier de 15 000 dollars et une bourse universitaire au jeune athlète pour s'engager à jouer pour les Mariners à sa sortie du lycée,. Bien que sa famille ait besoin de l'argent garanti par ce contrat, sa mère et ses frères lui conseillent de refuser l'offre pour tenter sa chance en National Football League,. De nombreuses universités sont venues l'observer et souhaitent recruter Steve McNair pour jouer au football américain.

### Carrière universitaire
De grands programmes universitaires comme les Buckeyes d'Ohio State, les Cornhuskers du Nebraska ou les Tigers de LSU proposent à Steve McNair de jouer sous leur maillot, mais du côté défensif, comme safety, impressionnés par ses 30 interceptions à l'université,. Après avoir visité les campus universitaires de Miami, de LSU et celui de l'université d'État du Mississippi, McNair opte finalement pour la modeste université d'État Alcorn, une université traditionnellement noire à moins de deux heures de sa ville natale, qui lui propose de devenir quarterback. Steve suit également les traces de son frère Fred, passé par les Braves d'Alcorn State quelques années auparavant et recruté par les Cowboys de Dallas en 1990.
Steve McNair commence la saison 1991 comme remplaçant et entre en jeu dès le premier quart-temps de la première rencontre de l'année alors que le titulaire est en difficulté. L'équipe gagne et McNair enchaîne les actions spectaculaires, finissant sa saison de débutant avec 3 199 yards offensifs gagnés à la passe et à la course.
La saison suivante, il inscrit 29 touchdowns à la passe et dix autres à la course dans la conférence SWAC, laquelle ne jouit ni d'une grande réputation sportive ni d'une grande visibilité. Pourtant, les Braves remportent pour le titre de la conférence SWAC pour la première fois en huit ans. Lors du Gateway Classic, il réalise une performance remarquée, il lance 388 yards à la passe et court 96 yards pour faire revenir son équipe dans la partie après avoir été menée 38 à 6 avant de s'incliner sur le score de 48 à 42.
En 1993, il s'illustre lors du Gateway Classic au Busch Stadium contre l'équipe de l'université Howard de Jay Walker,. Il marque trois touchdowns à la course et un à la passe dans une défaite 38 à 36.
Pour sa dernière année universitaire, Steve McNair domine le championnat. Sur les traces de son grand frère Fred, surnommé Air McNair tout comme lui, il bat tous les records offensifs dans la division I-AA, notamment lors d'une performance historique de 647 yards et huit touchdowns contre les Mocs de Chattanooga,. Ses performances en font, sans conteste, le meilleur quarterback universitaire de la saison.
Ces performances valent au joueur afro-américain d'être scruté et vu comme l'un des meilleurs prospects par les recruteurs de la National Football League (NFL). Il est l'une des attractions médiatiques de l'année universitaire 1994 et est demandé par plus de 100 médias nationaux. Il devient le deuxième sportif de l'État du Mississippi à faire la une de Sports Illustrated après Archie Manning vingt-quatre ans plus tôt. La chaîne ABC paie pour diffuser une de ses rencontres régionalement, celle contre Sam Houston State. Lors de ce match, il se blesse à l'épaule droite et son équipe perd la partie. Fin novembre, le premier tour de la phase finale de la division I-AA est télévisé nationalement et lui permet de montrer son talent dans une large défaite de son équipe 63 à 20,.
Il remporte le Walter Payton Award et finit 3e du Trophée Heisman, derrière Rashaan Salaam et Ki-Jana Carter. McNair est présent à la cérémonie de reprise du prix et en profite pour visiter pour la première fois New York. Aucun joueur évoluant dans la division I-AA n'a obtenu le trophée Heisman, la National Collegiate Athletic Association (NCAA) refusant même à son équipe de jouer dans le Liberty Bowl. McNair effectue des études dans les activités de loisirs et obtient son diplôme universitaire,. En décembre 1994, l'université d'Alcorn est sanctionnée par la NCAA pour avoir noté plusieurs de ses sportifs sans avoir réalisé un examen.
| Année  | Équipe                | MJ     |         | Passes   | Passes | Passes | Passes | Passes | Passes | Passes  |       | Courses | Courses | Courses | Courses |
| Année  | Équipe                | MJ     | Tentées | Réussies | Pct.   | Yards  | TD     | Int.   | Éval.  | Tentées | Yards | Moy.    | TD      |         |         |
| 1991   | Braves d'Alcorn State | 10     | 337     | 189      | 56,1   | 2 895  | 24     | 15     | -      | 57      | 242   | 4,2     | 6       |         |         |
| 1992   | Braves d'Alcorn State | 10     | 427     | 231      | 54,1   | 3 541  | 29     | 11     | -      | 92      | 516   | 5,6     | 10      |         |         |
| 1993   | Braves d'Alcorn State | 11     | 386     | 203      | 52,6   | 3 197  | 22     | 15     | -      | 107     | 633   | 5,9     | 8       |         |         |
| 1994   | Braves d'Alcorn State | 11     | 530     | 304      | 57,4   | 4 863  | 44     | 17     | -      | 119     | 936   | 8,1     | 9       |         |         |
| Totaux | Totaux                | Totaux | 1 680   | 927      | 55,2   | 14 496 | 119    | 58     | -      | 375     | 2 327 | 6,2     | 33      |         |         |

### Carrière professionnelle

#### Débuts professionnels chez les Oilers

##### Sélection par les Oilers de Houston (1995)
Vu comme l'un des meilleurs jeunes joueurs universitaires, la cote de Steve McNair est haute en amont de la draft 1995 de la NFL. Attirant les foules au Senior Bowl, il est gêné par une blessure à un ischio-jambier. Il engage l'avocat de sa mère, James Cook, comme son agent pour le guider à ses débuts dans la ligue professionnelle. La vedette médiatique intrigue et divise les opinions sur sa capacité à faire la transition du niveau de la division I-AA à la NFL.
Après avoir été envisagé par les Panthers de la Caroline pour être le premier choix, Steve McNair est sélectionné en troisième position au premier tour de la draft 1995 par les Oilers de Houston. Les Vikings du Minnesota ont tenté d'obtenir le deuxième choix, possession des Jaguars de Jacksonville, pour le recruter mais échouent,. Satisfait de jouer pour Houston, plus proche de la région où il a grandi, Steve McNair est, selon le propriétaire de la franchise, leur homme et leur futur,.
Après avoir refusé une première proposition à 21 millions de dollars, McNair paraphe un contrat de 28,4 millions de dollars sur sept ans dont un bonus de cinq millions à la signature,. Il signe également un contrat avec l'équipementier Nike. Ses coéquipiers le surnomment brièvement « McMillionaire ». Cependant, il n'est pas titulaire dès sa première année et est remplaçant de Chris Chandler. Il se prépare pour les années à venir avec le coordinateur offensif Jerry Rhome qu'il voit comme son mentor,. McNair joue les dix derniers quart-temps de la saison 1995, obtenant deux victoires et faisant bonne impression. Pourtant, Rhome est licencié en fin de saison pour avoir échoué à apprendre à McNair les fondamentaux de son poste. Rhome est remplacé par Les Steckel, entraîneur des wide receivers promu coordinateur offensif. Avec le premier choix de draft, les Oilers sélectionnent une aide précieuse pour leur attaque, le running back vainqueur du dernier trophée Heisman Eddie George.

##### Frustration d'attendre sur le banc (1996)
Dans un Astrodome vide à la suite de l'annonce du départ de l'équipe pour Nashville, l'entraîneur principal Jeff Fisher continue à mettre Steve McNair sur le banc pour qu'il apprenne en observant Chris Chandler. La tension grandit entre les deux quarterbacks, Chris Chandler allant jusqu'à accuser son rival d'être poussé sous le feu des projecteurs par les équipes de relations publiques de l'équipe. S'il ne se plaint pas publiquement, sa frustration grandit au fil de la saison. Alors qu'il n'a jamais été sur le banc, il se retrouve dans une situation difficile, et le manque de communication avec Chandler ne l'aide pas,,. McNair ne joue que lorsque Chandler est blessé ou que le score est largement en défaveur des Oilers,. Lors de la dernière rencontre de la saison, Air McNair est titulaire et impressionne son entraîneur. En février, Chandler est envoyé par les Oilers aux Falcons d'Atlanta, libérant la place de titulaire au jeune afro-américain.

##### Apprentissage dans une franchise en plein déménagement (1997-1998)
En attendant la construction du flambant Adelphia Coliseum, les Oilers du Tennessee joue ses rencontres à domicile dans des stades en grande partie vides, le Liberty Bowl Memorial Stadium de Memphis pour la saison 1997 et le Vanderbilt Stadium en 1998. La saison 1997 est difficile pour McNair, l'attaque s'appuie principalement sur le jeu à la course d'Eddie George et il semble peu à l'aise dans sa poche de protection. Il réalise un coup d'éclat contre les Cardinals de l'Arizona en marquant quatre touchdowns, deux à la passe et deux à la course dans un large succès 41 à 14. Il court à nouveau pour deux touchdowns à la course contre les Bills de Buffalo fin novembre. Alors que l'attaque est performante à la course, elle ne se classe que 29e à la passe, McNair lance avec une réussite de 52 % et est intercepté à 13 reprises. Bien qu'il marque 14 touchdowns, sa saison est jugée comme « médiocre » par Peter King.
Pour sa deuxième saison titulaire, en 1998, McNair commence à se mettre en valeur dans l'attaque équilibrée des Oilers. Après dix rencontres, l'équipe est encore en course pour la qualification en phase finale, propulsée par les courses d'Eddie George. McNair est lui-même efficace à la course même s'il oublie régulièrement de glisser au sol pour se protéger. Alors que le nouveau nom de la franchise est officialisé, Titans parce que Nashville est connue comme l'Athènes du Sud, les Oilers perdent les deux dernières rencontres de la saison régulière et manquent la phase finale.

#### Vedette des Titans du Tennessee

##### Saison historique jusqu'au Super Bowl (1999)
En amont de la saison 1999, le plan de jeu des Titans est clair : lancer plus de passes longues grâce au bras puissant de McNair. Entouré par un groupe de receveurs de qualité, les attentes sont importantes pour le quarterback pour ses débuts dans le grand stade de Nashville qui doit notamment limiter le nombre d'interceptions lancées. Pour ses débuts à l'Adelphia Coliseum, McNair est sifflé par ses supporteurs à la suite d'un fumble. Pourtant, lors de cette rencontre d'ouverture, il lance pour 341 yards et trois touchdowns dans une victoire 36 à 35 contre les Bengals de Cincinnati. Lors de cette rencontre, McNair se blesse au dos,. La blessure nécessite une opération qui lui fait manquer cinq rencontres,. En son absence, l'équipe gagne quatre de ses cinq rencontres avec le quarterback remplaçant Neil O'Donnell pour mener l'attaque, levant une controverse sur le choix du quarterback titulaire. Pour son retour, McNair répond aux questions soulevées en marquant deux fois à la passe et une fois à la course dans le premier quart-temps contre les Rams de Saint-Louis. Les Titans terminent la saison avec un bilan de 13 victoires et 3 défaites, le premier bilan positif de la franchise depuis 1993.
Au premier tour de la phase finale, en barrages, les Titans dominent les Bills de Buffalo sur une passe latérale de fin de rencontre, une rencontre restée dans l'histoire comme le Music City Miracle (en). Menée par les Bills sur le score de 16 à 15, l'équipe de McNair surprend ses adversaires avec une passe arrière qui prend à contre-pied la couverture des Bills. L'action est controversée et revue à la vidéo, Buffalo estimant que la balle va vers l'avant et que la passe est donc illégale, mais les images ne sont pas assez convaincantes pour changer la décision des arbitres. Des succès contre les Colts d'Indianapolis et les Jaguars de Jacksonville permettent à l'équipe de Steve McNair de se qualifier pour le Super Bowl où elle y affronte les Rams de Saint-Louis.
Lors du Super Bowl XXXIV, McNair fait le spectacle pour les Titans et gagne à la course les yards nécessaires pour garder son équipe dans le match. Mené 23 à 16, il commence sa dernière série offensive sur sa ligne des 12 yards avec 1 min 48 s à jouer. Deux passes et deux pénalités plus tard, l'attaque des Titans se retrouve dans le camp des Rams, à 40 yards de l'en-but et semble en mesure d'égaliser face à une défense exténuée. Après avoir évité deux plaquages à la course, McNair trouve Kevin Dyson sur la ligne des 10 yards et son équipe prend un temps-mort avec 6 secondes restantes à l'horloge. En sortie de temps mort, McNair trouve de nouveau son receveur qui court vers l'en-but, est plaqué et arrêté par Mike Jones (en) à moins d'un yard de réaliser l'exploit bien que le receveur ait tenté de s'étendre au maximum,. Air McNair termine avec 214 yards à la passe et 64 yards à la course, un nouveau record pour un quarterback au Super Bowl.

##### Nouveaux échecs en phase finale (2000-2002)
Lors de la première rencontre à domicile de la saison 2000, Steve McNair est violemment taclé par Duane Clemons (en). Après plusieurs minutes au sol, il est sorti du terrain et emmené à l'hôpital pour des examens. La peur envahit le joueur qui a vu son souffle coupé et dit à son entraîneur Jeff Fisher qu'il souhaite arrêter le football américain. McNair profite de la semaine de repos du calendrier des Titans pour se reposer avec de la glace sur sa poitrine. Désigné remplaçant pour le Pro Bowl 2000, il est invité après le forfait de Brian Griese pour une opération de l'épaule mais il ne peut s'y rendre car lui aussi est blessé à l'épaule.
En juin 2001, Steve McNair signe une extension de contrat de six saisons pour un montant de 47 millions de dollars. Il confirme qu'il est l'un des meilleurs à son poste et qu'il a progressé en tant que passeur lors de la saison 2003, lançant pour 3 350 yards et 21 touchdowns dans une décevante saison pour les Titans.
Lors de la saison 2002, il devient le joueur le plus jeune de l'histoire de la NFL à lancer pour 20 000 yards à la passe et courir pour 3 000 yards. Après un début de saison difficile marqué par quatre défaites en cinq rencontres, Steve McNair élève le niveau de l'équipe selon son entraîneur Jeff Fisher. Les Titans remportent les 10 de ses 11 autres rencontres de la saison pour se qualifier pour les rencontres éliminatoires. La saison du quarterback est marquée par des douleurs à la cage thoracique qui l'empêchent de s'entraîner de novembre à décembre,. Incapable de lancer des passes de plus de 10 yards à l'échauffement, il prend une injection d'anti-douleurs avant la rencontre cruciale contre les Giants de New York le 1er décembre et réalise une performance remarquable, réussissant 30 de ses 43 passes tentées pour 334 yards de gain offensif et en marquant trois touchdowns,. Grâce à leur bilan de 11 victoires pour 5 défaites, les Titans sont exemptés de barrage.
Lors du tour de division de phase finale contre les Steelers de Pittsburgh, il s'arrache un bout de pouce sur un casque adverse mais ne manque que deux jeux offensifs afin de retourner sur le terrain et de jouer malgré la douleur. Il termine avec 338 yards, deux touchdowns à la passe et un à la course pour arracher un succès inattendu en prolongation. En finale de la conférence AFC, McNair finit dans l'en-but à la course à deux reprises mais doit s'incliner face à l'attaque des Raiders d'Oakland de Rich Gannon qui marque 41 points à la défense des Titans.
McNair termine la saison à la troisième place du vote pour désigner le meilleur joueur de la saison. Pourtant, il n'est pas sélectionné au Pro Bowl.

##### Meilleur joueur de la saison (2003)
Bien qu'il soit une légende dans le Tennessee, les médias comparent McNair défavorablement à l'ancien quarterback des Volunteers du Tennessee Peyton Manning. Le 22 mai 2003, il est arrêté pour conduite en état d'ivresse et possession illégale d'une arme,. Le joueur de 30 ans s'en excuse publiquement,.
Il reçoit des courriers haineux de supporteurs de sa franchise en début de saison. Sous-côté, le joueur de 30 ans continue de jouer malgré les multiples blessures, enchaînant les injections d'anti-douleurs et les interventions médicales. Le joueur des Steelers de Pittsburgh Plaxico Burress dit de lui qu'il est « le joueur le plus sous-côté de la ligue »,.
La saison 2003 débute de belle manière pour McNair qui marque huit touchdowns à la passe lors des quatre premières rencontres. Le 21 septembre, il devient le plus jeune joueur à avoir lancé 20 000 yards et couru pour 3 000 yards et le cinquième à réussir cet accomplissement après Fran Tarkenton, John Elway, Randall Cunningham et Steve Young. Malgré deux défaites contre les Colts d'Indianapolis et les Patriots de la Nouvelle-Angleterre, les compliments se multiplient pour le quarterback des Titans. Bill Belichick le désigne comme « le meilleur quarterback de la ligue ». Après la défaite contre les Patriots, McNair répond par un étincelante performance contre les Texans de Houston avec 421 yards à la passe, son record en carrière, dans une large victoire 38 à 17.
L'équipe enchaîne les succès, aidés par la maîtrise et le contrôle de McNair en attaque qui multiplie les passes. Cette série se termine contre les Jets de New York dans une rencontre qu'il joue bien qu'il se soit blessé au mollet contre les Falcons d'Atlanta la semaine précédente.
À la fin de la saison, Steve McNair est désigné meilleur joueur de la saison à égalité avec Peyton Manning, la troisième fois de l'histoire que cette récompense est remise à deux joueurs,. Au premier tour de la phase finale, en barrages, il est intercepté à trois reprises par les Ravens de Baltimore mais son équipe parvient à l'emporter grâce à un jeu à la course efficace et une solide défense.
La semaine suivante, il est mis en difficulté par la défense des Patriots de la Nouvelle-Angleterre lui mettant la pression en multipliant les blitz. Dans une rencontre disputée et dominée par les défenses, McNair semble gagner en rythme au fil de la rencontre et obtient trois premières tentatives sur la dernière série offensive des Titans. Poussé en quatrième tentative par des pénalités, McNair est mis sous pression par Tedy Bruschi et lance rapidement le ballon vers Drew Bennett (en) qui ne peut l'attraper. Les Titans sont éliminés de la course au Super Bowl.

##### Des blessures à répétition (2004-2006)
Lors de la troisième semaine de compétition de la saison 2004, lors de la défaite contre les Jaguars de Jacksonville, Steve McNair se blesse de nouveau au sternum sur une course arrêtée brusquement par le plaquage d'un defensive tackle adverse. Il doit être hospitalisé deux nuits après ce nouveau choc. De retour à la compétition, il aggrave sa blessure contre les Vikings du Minnesota le 24 octobre et doit manquer deux rencontres à cause d'une blessure à la poitrine. Il traîne cette blessure depuis le plaquage au sternum contre les Chiefs de Kansas City en 2000.
McNair est de retour sur les terrains fin novembre, il lance pour 209 yards et fait un impressionnant retour pour obtenir la victoire contre les Jaguars. Après une dernière apparition dans la défaite contre les Texans de Houston, McNair doit mettre un terme à sa saison. Le quarterback se fait finalement opérer à la fin du mois de décembre, une opération consistant à lui prendre un morceau d'os dans la hanche droite pour l'insérer dans une zone de cartilage au niveau du sternum. Il manque les trois derniers matchs de la saison.
McNair décide de rempiler pour la saison 2005 de la NFL après plusieurs saisons décevantes. Il embauche un entraîneur personnel et suit un régime diététique strict pour la première fois de sa carrière. Il apparaît au camp de pré-saison avec près de plus de 7 kg de moins. Libéré d'une douleur qu'il l'accompagnait depuis plusieurs années, ses sensations sont meilleures en début de saison. Il réussit à lancer pour 3 261 yards à la passe, avec 16 passes qui ont abouti à des touchdowns et n’a eu que 11 interceptions.

#### Ravens de Baltimore (2006-2008)

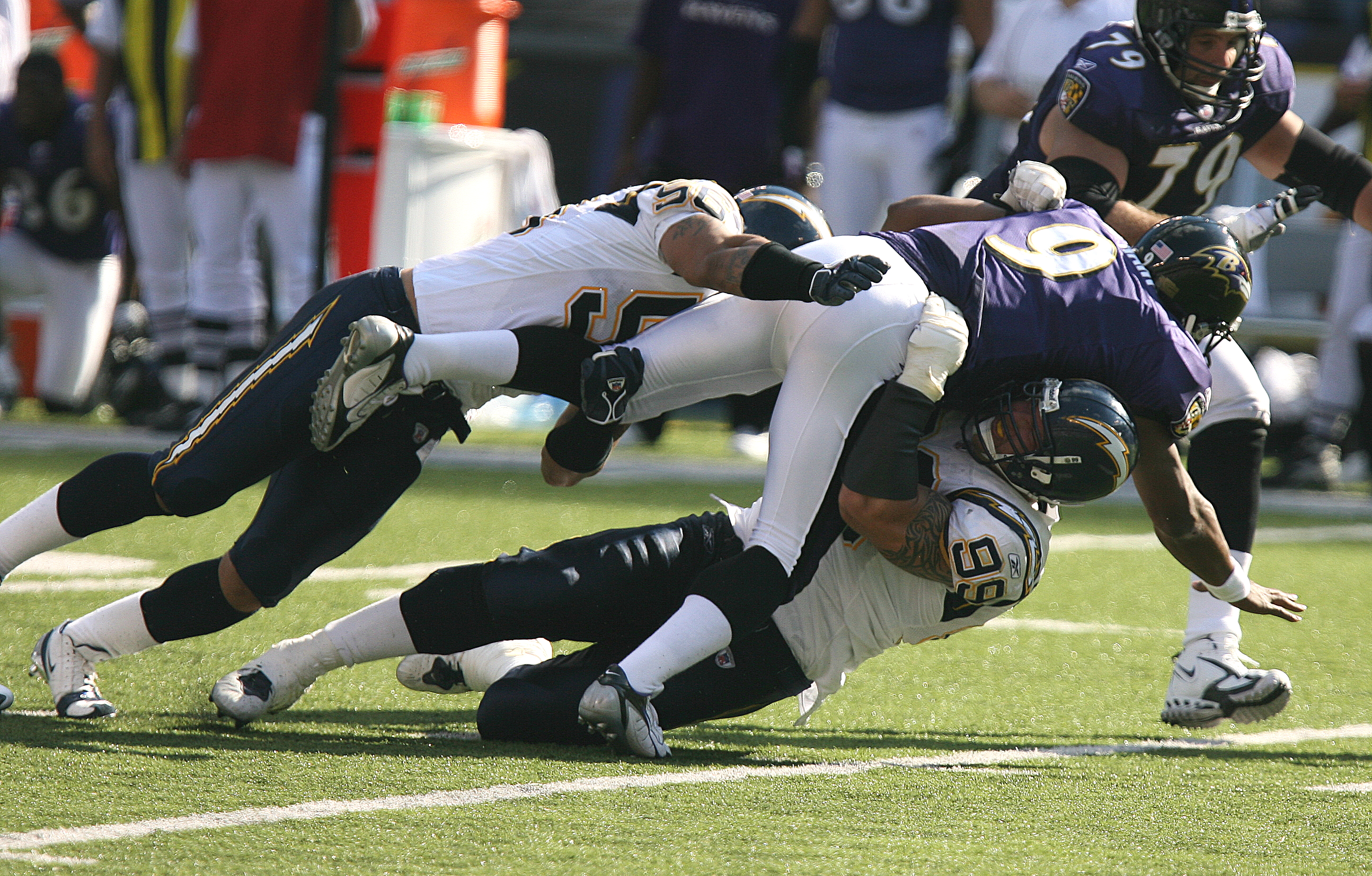
McNair plaqué par la défense des Chargers de San Diego en 2006.

À la fin de la saison 2005, Steve McNair est sur le départ à la suite de l'arrivée de Vince Young,. Les Titans du Tennessee l'interdisent de s'entraîner dans leurs locaux de peur qu'il s'y blesse et que son contrat soit comptabilisé dans leur masse salariale pour la saison 2006. Alors que les négociations avec les Ravens de Baltimore coincent sur la valeur du choix pour compenser l'échange du quarterback, un arbitrage est demandé et donne raison au joueur, toujours sous contrat, pour qu'il puisse continuer à s'entraîner. Quelques jours plus tard, les deux équipes trouvent un accord sur le choix de draft, une sélection de quatrième tour pour 2007 et McNair est envoyé à Baltimore,. Le joueur signe un contrat de 5 ans pour une valeur maximale de 32 millions de dollars, structuré de manière que le joueur touche 20 millions de dollars sur les trois premières saisons.
Sa saison commence de la meilleure des manières. Aidé par une solide défense et par leur nouveau quarterback, les Ravens réussissent le meilleur début de leur histoire et enchaînent les succès. Lors des rencontres contre les Browns de Cleveland et les Chargers de San Diego, il prend les rênes de l'attaque et met son équipe en position de l'emporter en fin de rencontre sur deux coups de pied décisifs,. La belle série se conclut contre les Broncos de Denver sous la pluie de l'Invesco Field de Mile High où Air McNair se fait intercepter à trois reprises et termine avec une évaluation de 34,6 dans une défaite 13 à 3.
La rencontre suivante, la sixième de la saison, voit les Ravens subir une défaite contre les Panthers de la Caroline, la deuxième consécutive. McNair subit un traumatisme crânien et une blessure à la nuque lors de la troisième série offensive de la partie. Hospitalisé, il sort de l'hôpital le lendemain et profite de la semaine de repos du calendrier pour récupérer et être prêt pour le match suivant contre les Saints de La Nouvelle-Orléans. Il prouve qu'il est toujours en forme en marquant à trois reprises contre les Saints, deux fois à la passe et une fois à la course, dans une dominante performance offensive qui permet aux Ravens de retrouver le chemin de la victoire.
L'équipe enchaîne alors les succès. McNair ne marque pas contre les Bengals de Cincinnati puis s'illustre contre les Titans du Tennessee, lançant pour 373 yards et trois touchdowns contre son ancienne équipe, une performance saluée par l'ovation du stade dans lequel il a joué sept saisons. Seuls les Bengals arrivent à gagner contre les Ravens qui terminent la saison régulière avec 13 victoires pour 3 revers. Le 17 décembre, alors que son équipe est en passe de se qualifier pour la phase finale, McNair se coupe sévèrement la main au niveau de la deuxième série offensive de la rencontre opposant les Ravens aux Browns de Cleveland et doit laisser sa place à Kyle Boller qui obtient la victoire et permet à Baltimore d'obtenir sa place pour les rencontres éliminatoires.
En phase finale, Steve McNair déçoit les attentes placées en lui par ses supporteurs, lançant deux interceptions contre les Colts d'Indianapolis et perdant le ballon sur sa dernière action de la rencontre, s'inclinant sur le score de 15 à 6. Le quarterback se montre critique envers lui-même après l'élimination « Notre défense a bien joué et nous a donné un grand nombre d'opportunités. Nous n'avons pas tiré avantage de ces opportunités et cela commence par le quarterback. Quand vous êtes à ce poste, vous devez y aller et garder la dynamique que la défense nous donne. Nous ne l'avons pas fait offensivement à cause des pertes de ballons que nous avons eus »,.
Sa deuxième saison à la tête de l'attaque des Ravens de Baltimore vire rapidement au cauchemar. Sur la deuxième action de l'année, il se blesse à l'aine et est remplacé par Kyle Boller lors du deuxième match de la saison,. Il revient sur le terrain la semaine suivante mais est diminué et multiplie les fumbles. Début décembre, il est mis sur la liste des blessés, mettant fin à la saison pour être opéré de l'épaule gauche. Le 17 avril 2008, il tient une conférence de presse lors de laquelle il annonce mettre un terme à sa carrière sportive, dans l'incapacité physique de continuer à jouer en NFL,,,.

### Assassinat
Le 4 juillet 2009, jour de l'indépendance, Steve McNair est trouvé mort dans un appartement de location à Nashville, deux balles dans la tête et deux balles dans la poitrine, sur le canapé de la salle à manger. Son ami de longue date, Wayne Neeley, avec lequel McNair loue l'appartement, le trouve inanimé. Il contacte un autre ami du joueur, Robert Gaddy, qui prévient les secours. Une femme est également trouvée morte sur le sol à proximité de l'ancien joueur de football américain. L'identité de cette femme est rapidement connue, il s'agit de Sahel Kazemi, une serveuse du restaurant Dave & Buster's de Nashville où la famille McNair a ses habitudes. Morte d'une balle dans la tête, la jeune femme de 20 ans a été arrêtée deux jours plus tôt par la police pour conduite en état d'ivresse alors que McNair, son passager, est laissé libre et peut rentrer à son domicile en taxi. Désignée comme sa copine ou son amie, Sahel est la maîtresse de McNair.
Les réactions au décès du joueur sont nombreuses : le commissaire de la ligue Roger Goodell déclare que c'est une « terrible tragédie », le propriétaire des Titans K.S Adams Jr. rend hommage à « l'un des meilleurs joueurs à avoir joué pour le club et l'un des joueurs les plus aimés des supporteurs » en indiquant qu'il « a mené le club à des endroits où il n'avait jamais été, et notamment leur seul Super Bowl » ou encore Eddie George qui met en avant sa « merveilleuse personnalité »,.
L'enquête est complexe et passe au crible la vie de McNair pour savoir ce que cet homme marié mais séparé faisait avec cette jeune femme de seize ans de moins que lui et rencontrée six mois auparavant. Les éléments incriminant la jeune femme se multiplient. Aucune trace d'intrusion dans la maison n'est découverte. Après plusieurs jours, la police déclare que l'arme a été achetée par Kazemi et confirme qu'elle aurait tué McNair dans son sommeil avant de se suicider,,. Des traces de poudre sont trouvées sur la main gauche de Kazemi et le pistolet est trouvé à côté de sa tête. Le mobile du crime est cependant flou, la jalousie de Kazemi et une histoire d'argent semblent privilégiées. Face à la pression médiatique, la police publie les derniers messages entre les deux victimes le jour du drame. Une série de podcasts de Sports Illustrated publiée en 2018 et un documentaire de Netflix de 2024 enquêtent sur le crime et les doutes autour des résultats de l’enquête.
Steve McNair est enterré au Reed Green Coliseum sur le campus de Southern Miss lors d'une cérémonie réunissant près de 5 000 personnes,. Les joueurs Brett Favre, Ray Lewis et Jay Cutler sont notamment présents à la cérémonie.

### Vie privée
Steve rencontre Mechelle Cartwright sur le campus de l'université d'État Alcorn. Amoureux, il s'assoit constamment derrière elle pour flirter. L'athlète est romantique et cache sa bague de fiançailles dans un gâteau à la framboise. En 1997, Steve McNair se marie avec son amour universitaire avec plus de 1 200 invités et célèbre cet événement avec une croisière dans les Caraïbes,. Le couple a deux fils, Tyler et Trent. Le premier naît une année après le mariage. Mechelle McNair suit son mari à Houston et s'installe avec lui, devenant une femme de sportif, hurlant sur les coéquipiers de son mari pour qu'ils le protègent. En 2003, Mechelle devient infirmière et aide son mari à supporter la douleur des coups et blessures que lui infligent son sport. Steve McNair a deux autres fils, Steven McNair Jr. et Steven O'Brian Koran McNair, nés de précédentes relations.
Agriculteur, Steve McNair achète un immense ranch dans le Mississippi qu'il nomme en son nom. Il y construit deux maisons, une pour sa mère et une pour sa famille, et y élève 250 bestiaux et 30 chevaux. McNair y passe une grande partie de son temps entre les saisons de football américain. Lors de ses premières semaines avec les Oilers de Houston en 1995, il surprend ses coéquipiers et entraîneurs en attrapant facilement un cochon lors d'un barbecue d'équipe,.
L'un de ses cousins, Demario Davis, a joué pour les Jets de New York dans la National Football League.

## Statistiques
Steve McNair a joué pour les Oilers de Houston, devenus Titans du Tennessee et pour les Ravens de Baltimore au poste de quarterback lors de sa carrière en National Football League. Les statistiques dans les tableaux suivants mesurent ses différentes performances à ce poste, celles mises en gras indiquent qu'il a terminé avec la meilleure statistique de la ligue dans cette catégorie.
| Année  | Équipe              | MJ     |         | Passes   | Passes | Passes | Passes | Passes | Passes | Passes  |       | Courses | Courses | Courses | Courses |     | Sacks  | Sacks |  | Fumbles | Fumbles |
| Année  | Équipe              | MJ     | Tentées | Réussies | Pct.   | Yards  | TD     | Int.   | Éval.  | Tentées | Yards | Moy.    | TD      | Nb.     | Yards   | Nb. | Perdus |       |  |         |         |
| 1995   | Oilers de Houston   | 4      | 80      | 41       | 51,3   | 569    | 3      | 1      | 81,7   | 11      | 38    | 3,5     | 0       | 6       | 63      | 3   | 2      |       |  |         |         |
| 1996   | Oilers de Houston   | 9      | 143     | 88       | 61,5   | 1 197  | 6      | 4      | 90,6   | 31      | 169   | 5,5     | 2       | 9       | 45      | 7   | 4      |       |  |         |         |
| 1997   | Oilers du Tennessee | 16     | 415     | 216      | 52     | 2 665  | 14     | 13     | 70,4   | 101     | 674   | 6,7     | 8       | 31      | 190     | 16  | 7      |       |  |         |         |
| 1998   | Oilers du Tennessee | 16     | 492     | 289      | 58,7   | 3 228  | 15     | 10     | 80,1   | 77      | 559   | 7,3     | 4       | 33      | 176     | 5   | 3      |       |  |         |         |
| 1999   | Titans du Tennessee | 11     | 331     | 187      | 56,5   | 2 179  | 12     | 8      | 78,6   | 72      | 337   | 4,7     | 8       | 16      | 74      | 3   | 1      |       |  |         |         |
| 2000   | Titans du Tennessee | 16     | 396     | 248      | 62,6   | 2 847  | 15     | 13     | 83,2   | 72      | 403   | 5,6     | 0       | 24      | 141     | 12  | 3      |       |  |         |         |
| 2001   | Titans du Tennessee | 15     | 431     | 264      | 61,3   | 3 350  | 21     | 12     | 90,2   | 75      | 414   | 5,5     | 5       | 37      | 251     | 5   | 1      |       |  |         |         |
| 2002   | Titans du Tennessee | 16     | 492     | 301      | 61,2   | 3 387  | 22     | 15     | 84     | 82      | 440   | 5,4     | 3       | 21      | 121     | 9   | 6      |       |  |         |         |
| 2003   | Titans du Tennessee | 14     | 400     | 250      | 62,5   | 3 215  | 24     | 7      | 100,4  | 38      | 138   | 3,6     | 4       | 19      | 108     | 12  | 3      |       |  |         |         |
| 2004   | Titans du Tennessee | 8      | 215     | 129      | 60     | 1 343  | 8      | 9      | 73,1   | 23      | 128   | 5,6     | 1       | 13      | 95      | 5   | 1      |       |  |         |         |
| 2005   | Titans du Tennessee | 14     | 476     | 292      | 61,3   | 3 161  | 16     | 11     | 82,4   | 32      | 139   | 4,3     | 1       | 20      | 134     | 7   | 2      |       |  |         |         |
| 2006   | Ravens de Baltimore | 16     | 468     | 295      | 63     | 3 050  | 16     | 12     | 82,5   | 45      | 119   | 2,6     | 1       | 14      | 84      | 7   | 3      |       |  |         |         |
| 2007   | Ravens de Baltimore | 6      | 205     | 133      | 64,9   | 1 113  | 2      | 4      | 73,9   | 10      | 32    | 3,2     | 0       | 11      | 85      | 8   | 0      |       |  |         |         |
| Totaux | Totaux              | Totaux | 4 544   | 2 733    | 60,1   | 31 304 | 174    | 119    | 82,8   | 669     | 3 590 | 5,4     | 37      | 452     | 2 797   | 99  | 36     |       |  |         |         |

| Année  | Équipe              | MJ     |         | Passes   | Passes | Passes | Passes | Passes | Passes | Passes  |       | Courses | Courses | Courses | Courses |     | Sacks  | Sacks |  | Fumbles | Fumbles |
| Année  | Équipe              | MJ     | Tentées | Réussies | Pct.   | Yards  | TD     | Int.   | Éval.  | Tentées | Yards | Moy.    | TD      | Nb.     | Yards   | Nb. | Perdus |       |  |         |         |
| 1999   | Titans du Tennessee | 4      | 107     | 62       | 57,9   | 514    | 1      | 2      | 65,7   | 30      | 209   | 7,0     | 3       | 5       | 27      | 2   | 0      |       |  |         |         |
| 2000   | Titans du Tennessee | 1      | 46      | 24       | 52,2   | 176    | 0      | 1      | 52,4   | 5       | 31    | 6,2     | 0       | 1       | 4       | -   | -      |       |  |         |         |
| 2002   | Titans du Tennessee | 2      | 80      | 48       | 60,0   | 532    | 3      | 2      | 81,9   | 13      | 82    | 6,3     | 3       | 3       | 27      | -   | -      |       |  |         |         |
| 2003   | Titans du Tennessee | 2      | 49      | 32       | 65,3   | 369    | 2      | 4      | 67,5   | 6       | 27    | 4,5     | 0       | 3       | 10      | -   | -      |       |  |         |         |
| 2006   | Ravens de Baltimore | 1      | 29      | 18       | 62,1   | 173    | 0      | 2      | 49,9   | 1       | 6     | 6       | 0       | 2       | 12      | 1   | 0      |       |  |         |         |
| Totaux | Totaux              | Totaux | 311     | 184      | 59,2   | 1 764  | 6      | 11     | 66,7   | 55      | 355   | 6,5     | 6       | 14      | 80      | 3   | 0      |       |  |         |         |

| Super Bowl | Adversaire          |          | Passes  | Passes | Passes | Passes | Passes | Passes | Passes     | Passes  |       | Courses | Courses | Courses | Courses |
| Super Bowl | Adversaire          | Réussies | Tentées | Pct    | Yards  | Y/T    | TD     | Int.   | Évaluation | Tentées | Yards | Moyenne | TD      |         |         |
| XXXIV      | Rams de Saint-Louis | 22       | 36      | 61,1   | 214    | 5,9    | 0      | 0      | 77,8       | 8       | 64    | 8,0     | 0       |         |         |

## Palmarès et records
Steve McNair n'a jamais remporté le Super Bowl et est passé à quelques centimètres d'inscrire cette ligne à son palmarès lors du Super Bowl XXXIV, une déception qu'il garde à vie. Athlète universitaire exceptionnel, il bat de nombreux records offensifs sous le maillot des Braves d'Alcorn State en Division I-AA. Si son talent individuel est unanimement reconnu, le niveau de la division dans laquelle il joue le limite à une troisième place au trophée Heisman et au Walter Payton Award comme seule grande récompense universitaire individuelle.
Il conclut sa carrière avec 31 304 yards lancés à la passe en 161 matchs de saison régulière joués dans une époque de jeux à la course est privilégié. Il dépasse la marque des 3 000 yards à la passe à cinq reprises dans sa carrière NFL. Il est également l'un des quarterbacks les plus efficaces à la course avec 3 590 yards gagnés. Il est le troisième joueur à ce poste à gagner plus de 30 000 yards à la passe et 3 500 yards à la course en National Football League après Fran Tarkenton et Steve Young.
Meilleur joueur de la saison de NFL en 2003, à égalité avec Peyton Manning, McNair conclut la saison avec une évaluation de 100,4, la meilleure évaluation de la ligue cette saison-là et alors le record de la franchise des Titans. Il est le deuxième joueur de la franchise des Oilers et Titans à obtenir cette récompense après Earl Campbell en 1979. Cette saison 2003 marque également sa première sélection au Pro Bowl en tant que titulaire. Il est également sélectionné deux autres fois en remplaçant en 2000 et 2005. Seul Warren Moon a lancé plus de yards à la passe que lui sous le maillot des Oilers / Titans.
En 2018, Steve McNair est nommé par le Pro Football Hall of Fame mais n'est pas sélectionné pour entrer au temple de la renommée.

## Style de jeu et personnalité

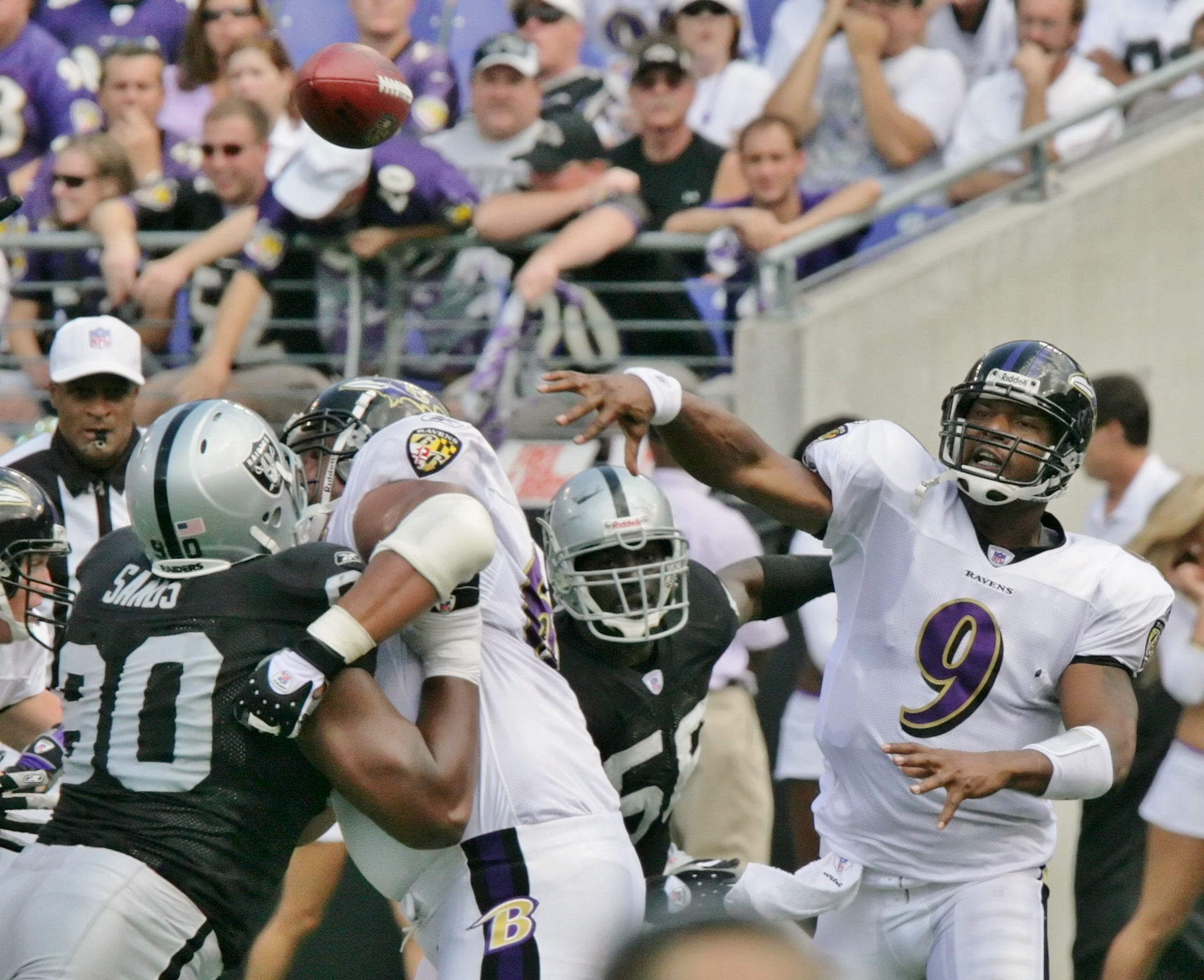
Le bras droit de Steve McNair (no 9) est l'un des plus puissants de la ligue.

Steve McNair possède de nombreux atouts physiques pour un quarterback, de la force de son bras droit à sa capacité de courir. Capable de courir le sprint de 40 yards en 4,62 s et d'envoyer des passes de 65 yards en courant, sa grande taille — il mesure 1,88 m —, ses plus de cent kilos et son cou d'un diamètre de 46 cm en font un athlète physiquement imposant. Pour tirer avantage de ses attributs, le coordinateur offensif des Oilers de Houston, Les Steckel, multiplie les options offensives avec des formations et le positionnement de McNair dans celles-ci. Plus réservé et timide que son coéquipier running back Eddie George, il lui laisse la parole dans le huddle et reste calme. McNair aime la pression et les contacts physiques du football américain qu'il ne retrouve pas au baseball,. Ces coups lui créent de nombreuses blessures et douleurs qu'il gère, jusqu'à être nommé comme l'un des athlètes les plus solides.
Au fil des années et des blessures, il court de moins en moins et devient un quarterback précis qui reste dans sa poche. Dès le niveau universitaire, il sait jouer dans sa poche, jouant avec quatre wide receivers dans sa dernière saison avec les Braves d'Alcorn State.
Sa routine d'avant-match comprend toujours une sieste d'au moins une heure et il n'est pas rare qu'il apparaisse à ses coéquipiers quelques minutes avant de rentrer sur le terrain,. Il célèbre ses touchdowns avec une geste du bras en référence à la fraternité Omega Psi Phi où il est entré à l'université d'État Alcorn.
À partir de 1999, Steve McNair tient un camp de football pour les jeunes dans le Mississippi. Deux ans plus tard, le joueur crée la fondation Steve McNair qui accueille de nombreux jeunes lors de trois camps chaque été et paie les frais d'inscription d'une majorité des jeunes y assistant. Après sa retraite sportive, le joueur passe plus de temps pour sa fondation qui s'investit également dans les aides pour les jeunes en difficulté. Il fait partie des athlètes qui viennent en soutien aux victimes de l'ouragan Katrina,,. Il offre des photos dédicacées pour chaque don de 100 dollars et remplit plusieurs camions de fournitures et d'eau pour aider son État natal du Mississippi.

## Postérité et culture populaire
Considéré en 2016 comme le meilleur choix de sélection de l'histoire des Titans du Tennessee, Steve McNair reste comme un joueur historique de la franchise. Il a permis à la franchise de s'installer à Nashville et de remplir le stade des Titans lors des premières années d'existence du club. Lors de la saison 2009 de la NFL, les joueurs des Titans du Tennessee portent un autocollant avec son numéro 9 sur leurs casques en hommage à Steve McNair, décédé quelques semaines avant le début de la saison régulière,.
Idole entre autres de Cam Newton, il marque, au-delà de son équipe, une génération en étant un quarterback afro-américain de grand talent. Il suit les traces du pionnier Warren Moon en poursuivant le succès des afro-américains à la mène de l'attaque des Oilers de Houston. Pour la génération qu'il précède, des joueurs comme Troy Smith ou Vince Young, McNair est un exemple. Il met un terme à de nombreux stéréotypes en prouvant que les quarterbacks afro-américains peuvent mener une équipe de National Football League en devenant le premier à être désigné meilleur joueur de la saison,. En 2001, Michael Vick devient le premier quarterback afro-américain à être sélectionné en première position lors de la draft, accomplissement qui n'aurait probablement pas eu lieu sans la carrière réussie de McNair.

### Citations originales
1. ↑  (en) « Son, you're our man. You're our future. ».
2. ↑  (en) « The most underrated player in the league, bar none ».
3. ↑  (en) « the best quarterback in the league ».
4. ↑  (en) « Our defense played great and they gave us a lot of opportunities. We didn't take advantage of those opportunities and it starts with the quarterback. When you get in that position, you have to go out and maintain the momentum that the defense gave us. We didn't do it offensively due to the turnovers we had ».
5. ↑  La déclaration complète est la suivante : « We don't know the details, but it is a terrible tragedy and our hearts go out to the families involved. ».
6. ↑  (en) « We are saddened and shocked to hear the news of Steve McNair's passing today. He was one of the finest players to play for our organization and one of the most beloved players by our fans. He played with unquestioned heart and leadership and led us to places that we had never reached, including our only Super Bowl. Our thoughts and prayers are with his family as they deal with his untimely passing ».
7. ↑  Dans son contexte original : « I will remember Steve's smile, his laugh, his ability to cook -- the man could cook -- and just the human being that he was. We had some great time together, wonderful personality ».